# Závodi Imre
Závodi Imre (Herceghalom, 1927. szeptember 11. – Balatonőszöd, 1984. augusztus 4.) magyar gépészmérnök, politikus.

## Élete
1927-ben, Závodi Gyula és Bauer Rozália gyermekeként született. 1943-1953-ig a Gamma Műveknél műszerész, csoportvezető majd diszpécser. Elvégezte a Műegyetem gépészmérnöki karát. 1953-ban a Dunai Vasműbe helyezik termelésirányító, majd 1955-től gyárrészleg-vezető. 1962-ben kinevezték a Vasmű igazgatójának. 1964 és 1973 között a Vasmű vezérigazgató első helyettese. 1973-ban megválasztották a Fejér Megyei Tanács elnökévé, mely tisztséget haláláig betöltötte.

## Párttagként
1951-ben lépett be a Magyar Dolgozók Pártjába. 1956-ban lépett be a Magyar Szocialista Munkáspártba. 1980. március 27-étől az MSZMP Központi Bizottság tagja haláláig. Az 1980-as években sokáig esélyes miniszterelnöknek tartották a párton belül.

## Család
Feleségétől, Edittől nem született gyereke.